# Colom ferit de Tawi-Tawi
El colom ferit de Tawi-Tawi (Gallicolumba menagei) és un colom, per tant un ocell de la família dels colúmbids (Columbidae). Habita els boscos de l'illa Tawitawi, de l'arxipèlag de Sulu, a les Filipines.